# Tal der Hoffnung (Film)
Tal der Hoffnung (Originaltitel: Clint el solitario) ist ein Italowestern von Alfonso Balcázar aus dem Jahr 1967.

## Handlung
Revolverheld Clint trifft in einer Stadt seine ehemalige Frau Julie, die ihn vor Jahren wegen seines Lebensstils verlassen hat. Um die Liebe Julies zurückzugewinnen und ein guter Vater für seinen kleinen Sohn sein zu können, schwört Clint der Gewalt ab und händigt Julie seine Waffe aus. Als ein skrupelloser Viehzüchter und seine Gehilfen die Gegend mit Gewalt und Willkür überziehen, bricht Clint sein Versprechen und beginnt einen einsamen Kampf.

## Kritiken
Das Lexikon des internationalen Films schrieb, die Inszenierung sei ein „banaler Italowestern nach herkömmlichen Mustern.“

## Hintergrund
Das Werk wurde am 2. Februar 1967 in Italien und am 28. Juli 1967 in Spanien veröffentlicht. In Deutschland wurde der Film 1967 synchronisiert und unter dem Titel Ein Mann kommt zurück angekündigt, jedoch nicht herausgebracht. Die deutsche TV-Erstausstrahlung erfolgte am 9. Juli 1990 auf dem Privatsender ProSieben. Ein Jahr nach Tal der Hoffnung arbeiteten Alfonso Balcázar und George Martin im Italowestern Für ein paar Leichen mehr zusammen. Die deutsche Schauspielerin Marianne Koch wirkte bereits drei Jahre zuvor in Sergio Leones Klassiker Für eine Handvoll Dollar mit.
1972 wurde vom selben Regisseur und mit demselben Hauptdarsteller unter dem Titel Ein Einsamer kehrt zurück ein Remake gedreht.